# Нарач (језеро)
Језеро Нарач (блр. На́рач) је највеће језеро у северозападној Белорусији, у Мјадељском рејону Минске области. Налази се у сливу истоимене реке и у саставу је Нарачанског националног парка.
Површина језера је нешто мања од 80 км², а максимална дубина не прелази 25 метара. Највећа ширина језера је око 13 км, док је дужина обалске линије у просеку око 41 км. У језеру се налазе залихе воде од 710 милиона м³, а површина слива који храни језеро је 199 км².
Језеро је веома богато рибом, и у њему живи око 22 различите врсте рибе, највеће су штуке и јегуље. На обалама се гнезде разне врсте птица, а најбројнији су црвенокљуни лабуд, мала чигра, орао рибар, мали гњурац и други. Окружено је боровом шумом.
Језеро је настало пре неколико хиљада година топљењем ледника (глацијално језеро).
На његовим обалама се налази истоимено насеље и одмаралиште, које је посебно популарно као дечји камп.